# Sibley (Dakota Północna)
Sibley – miasto w Stanach Zjednoczonych, w stanie Dakota Północna, w hrabstwie Barnes.